# Lhotáček
Lhotáček (290 m n. m.) je vrch na pomezí okresů Hradec Králové Královéhradeckého kraje a Pardubice Pardubického kraje. Leží asi 2 km severozápadně od vsi Kasaličky na katastrálním území obce Chýšť a vsi Michnovka.

## Geomorfologické zařazení
Geomorfologicky vrch náleží do celku Východolabská tabule, podcelku Chlumecká tabule a okrsku Dobřenická plošina.